# 勇士特種部隊

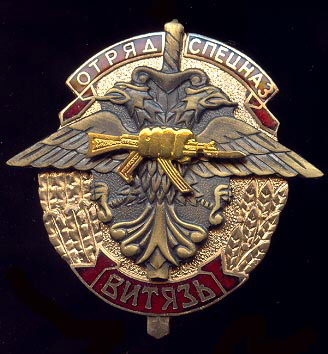
勇士部隊徽章

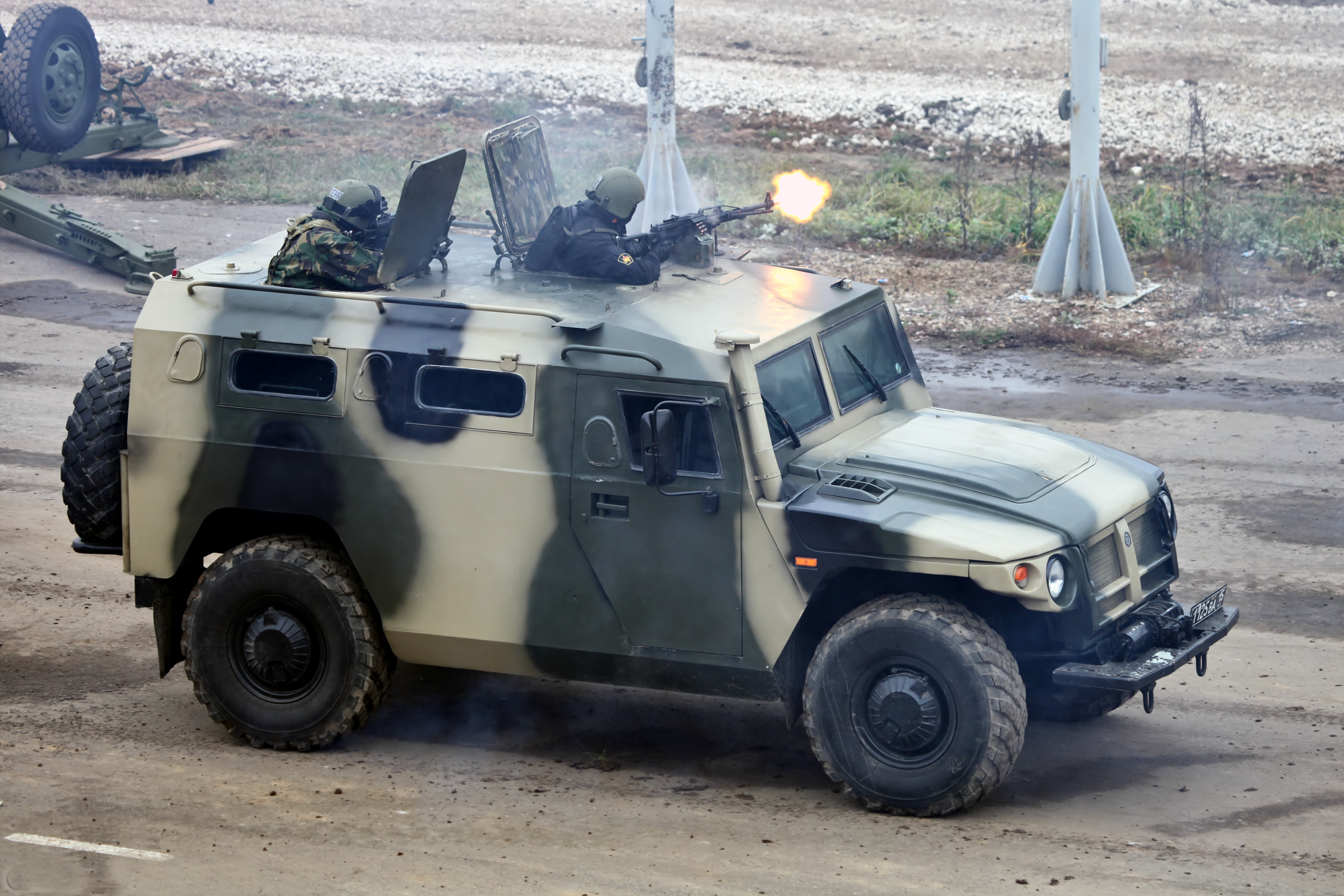
勇士部隊於2012年的一次公開展示，圖中的車輛為GAZ-2975

勇士特種部隊（俄语：Витязь）是其中一支隸屬於俄羅斯聯邦內務部內衛部隊的特種部隊，全稱為內衛部隊第1特別用途部隊「勇士」（俄语：1-й отряд специального назначения внутренних войск «Витязь»）。這支部隊專門負責反恐任務，但也被訓練作應付內部叛亂、監獄叛亂和正規部隊的兵變。
此外，「勇士」的名字和標誌亦被一家私人保安公司，以及一間由該單位的前司令謝爾蓋·呂修克所成立的私人保安培訓中心所使用。

## 歷史
勇士特種部隊創立於1991年5月5日，並以前蘇聯內衛部隊的第6特別用途支隊作基礎組成。這個單位在1980年代參與了多次的行動和事件，並經常與克格勃所屬的阿爾法小組合作。
1991年11月，隷屬於俄羅斯內衛部隊的勇士特種部隊被派往格羅茲尼以試圖恢復俄羅斯對該城市的控制權。然而，他們在降落後隨即被車臣分離主義分子阻撓，並與他們在格羅茲尼機場對峙，於是部隊在迫於無奈的情況下只好飛回去，甚至沒有下機。 而在1992—1993年，該部隊被送到北奧塞梯對付印古什族裔叛軍。
1993年10月3日，俄羅斯憲政危機期間，在BTR裝甲車上的勇士特種部隊人員槍殺了一群反葉利欽的示威者和在莫斯科奧斯坦金諾電視中心的圍觀者。根據媒體報導，事件中至少造成46人死亡，當中包括羅裡·派克和其他3名記者。事後該部隊的指揮官，謝爾蓋·呂修克上校，被授予俄羅斯聯邦英雄獎項，並被評為“從反對派中挽救葉利欽的統治”。
後來，勇士特種部隊活躍於車臣戰爭當中以協助軍方打擊車臣武裝份子，它亦參與了1996年的基茲利亞爾—五一村人質危機和2002年的莫斯科歌劇院人質事件。
2008年9月1日，勇士特種部隊和羅斯特種部隊被解散並合併成一個新的單位，是為第604特別用途中心，並由獨立行動師（俄语：Отдельная дивизия оперативного назначения，簡稱：ОДОН）直接指揮。

## 外部連結
- 官網 （页面存档备份，存于） （俄文）
- 互聯網門戶網站（页面存档备份，存于） （俄文）

## 另見
- 阿爾法小組
- 溫貝爾小組
- 屏障特種部隊
- 冰雹特種部隊
- 第604特別用途中心
- 俄羅斯特種部隊
- 俄羅斯內衛部隊
- 特別迅速應變分隊
- 特別用途機動單位